# Dwayne Dopsie

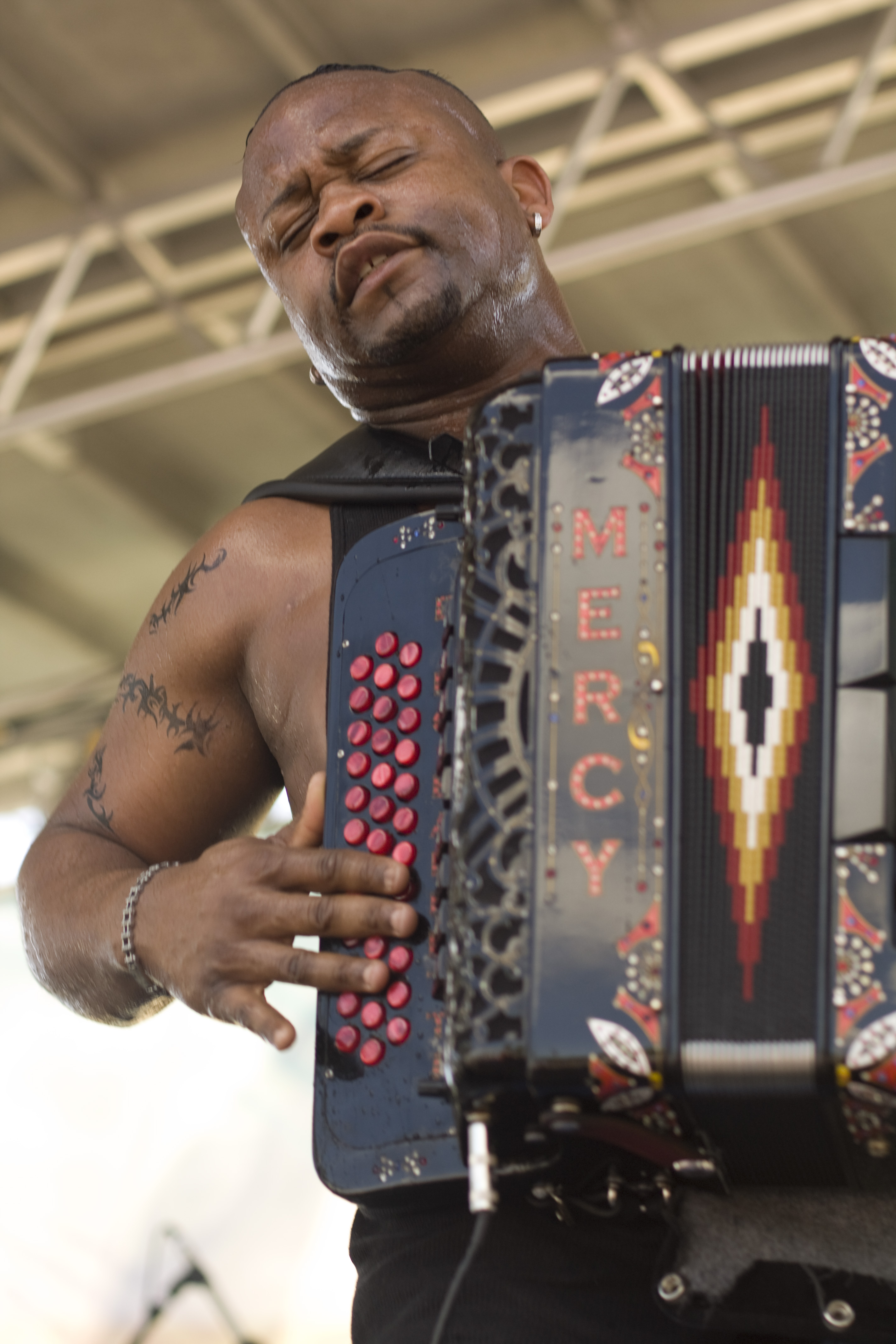
Dwayne Dopsie (2011)

Dwayne Dopsie, eigentlich Dwayne Rubin, geboren am 3. März 1979 in Lafayette, Louisiana, ist ein amerikanischer Zydeco-Musiker.

## Herkunft und Karriere
Er ist Sohn von Alton Jay Rubin (10. Februar 1932 bis 26. August 1993), der unter dem Namen Rockin’ Dopsie, gelegentlich auch Rockin’ Dupsee – ebenfalls ein bekannter amerikanischer Zydeco-Sänger und Akkordeon-Spieler war.
Nach dem Tod seines Vaters verließ er die Schule, um sich nur noch der Musik zu widmen. Er gründete 1999 seine eigene Band, The Zydeco Hellraisers und wurde im gleichen Jahr als „America’s Hottest Accordionist“ ausgezeichnet.

## Stil
Dopsies Stil basiert auf Zydeco, beinhaltet aber musikalische Elemente aus Rock and Roll, Rhythmus und Blues, Blues und Reggae.

## Diskografie
- Now It Begins (1999)
- Dopsie Strikes (2001)
- Travelin’ Man (2006)
- Up In Flames (2009)
- Been Good To You (2011)
- Calling Your Name (2015)
- Top Of The Mountain (2017, Grammy Nominated)
- Bon Ton (2019)
- Set Me Free (2021)